# Leichtathletik-U20-Weltmeisterschaften 2024
Die 20. Leichtathletik-U20-Weltmeisterschaften fanden vom 27. bis 31. August 2024 im Estadio Atlético de la Villa Deportiva Nacional in der peruanischen Hauptstadt Lima statt, die zweiten U20-Weltmeisterschaften in Folge in Südamerika.

## Qualifikationsnormen
| Sportart                        | Männer                   | Frauen                   |
| ------------------------------- | ------------------------ | ------------------------ |
| 100 Meter                       | 10,55 s0                 | 11,78 s0                 |
| 200 Meter                       | 21,35 s0                 | 24,35 s0                 |
| 400 Meter                       | 47,65 s0                 | 54,40 s0                 |
| 800 Meter                       | 1:50,50 min              | 2:09,00 min              |
| 1500 Meter                      | 3:48,00 min              | 4:27,50 min              |
| 3000 Meter                      | 8:07,00 min              | 9:32,00 min              |
| 5000 Meter                      | 14:08,00 min             | 16:30,00 min             |
| 100 Meter Hürden                | –                        | 14,20 s0                 |
| 110 Meter Hürden (99 cm)        | 14,20 s0                 | –                        |
| 400 Meter Hürden                | 53,20 s0                 | 61,00 s0                 |
| 3000 Meter Hindernis            | 9:02,00 min              | 10:38,00 min             |
| 10.000 m Bahngehen              | 43:50,00 min             | 49:30,00 min             |
| Hochsprung                      | 2,13 m                   | 1,80 m                   |
| Stabhochsprung                  | 5,10 m                   | 4,00 m                   |
| Weitsprung                      | 7,56 m                   | 6,20 m                   |
| Dreisprung                      | 15,50 m                  | 12,90 m                  |
| Kugelstoßen                     | 18,20 m                  | 14,50 m                  |
| Diskuswurf                      | 55,50 m                  | 49,00 m                  |
| Hammerwurf                      | 67,50 m                  | 57,50 m                  |
| Speerwurf                       | 68,00 m                  | 49,50 m                  |
| Siebenkampf                     | –                        | 5300 P                   |
| Zehnkampf                       | 7080 P                   | –                        |
| 4-mal-100-Meter-Staffel         | Top 24 der Weltrangliste | Top 24 der Weltrangliste |
| 4-mal-400-Meter-Staffel         | Top 24 der Weltrangliste | Top 24 der Weltrangliste |
| 4-mal-400-Meter-Staffel (Mixed) | Top 24 der Weltrangliste | Top 24 der Weltrangliste |

## Männer

### 100 m
| Platz | Athlet          | Land | Zeit (s) |
| ----- | --------------- | ---- | -------- |
| 1     | Bayanda Walaza  | RSA  | 10,19    |
| 2     | Puripol Boonson | THA  | 10,22    |
| 3     | Bradley Nkoana  | RSA  | 10,26    |
| 4     | Deandre Daley   | JAM  | 10,33    |
| 5     | Naoki Nishioka  | JPN  | 10,43    |
| 6     | Gary Card       | JAM  | 10,44    |
| 7     | Teddy Wilson    | GBR  | 10,47    |
| 8     | He Jinxian      | CHN  | 10,51    |

Finale: 28. August
Wind: −0,9 m/s

### 200 m
| Platz | Athlet              | Land | Zeit (s)    |
| ----- | ------------------- | ---- | ----------- |
| 1     | Bayanda Walaza      | RSA  | 20,52       |
| 2     | Gout Gout           | AUS  | 20,60 AU18B |
| 3     | Jake Odey-Jordan    | GBR  | 20,81       |
| 4     | William Trulsson    | SWE  | 20,91       |
| 5     | Jaden Wiley         | USA  | 21,17       |
| 6     | Zachary Della Rocca | AUS  | 21,22       |
| 7     | Magnus Johannsson   | HKG  | 21,27       |
| 8     | Carlos Brown        | BAH  | 21,51       |

Finale: 30. August
Wind: −0,7 m/s

### 400 m
| Platz | Athlet            | Land | Zeit (s) |
| ----- | ----------------- | ---- | -------- |
| 1     | Udeme Okon        | RSA  | 45,69    |
| 2     | Jayden Davis      | USA  | 46,08    |
| 3     | Sidi Njie         | USA  | 46,29    |
| 4     | Árpád Kovács      | HUN  | 46,60    |
| 5     | Kentaro Shirahata | JPN  | 46,83    |
| 6     | Jay Kumar         | IND  | 46,99    |
| 7     | Terrell Thorne    | AUS  | 47,11    |
|       | Walid el-Boussiri | MAR  | DSQ      |

Finale: 29. August

### 800 m
| Platz | Athlet                 | Land | Zeit (min) |
| ----- | ---------------------- | ---- | ---------- |
| 1     | General Ayansa         | ETH  | 1:46,86    |
| 2     | Peyton Craig           | AUS  | 1:46,95    |
| 3     | Kō Ochiai              | JPN  | 1:47,03    |
| 4     | John O’Reilly          | CAN  | 1:47,15    |
| 5     | Phanuel Kipkosge Koech | KEN  | 1:47,46    |
| 6     | Hatim Aït Oulghazi     | QAT  | 1:47,96    |
| 7     | Kelvin Kimutai Koech   | KEN  | 1:48,95    |
| 8     | Daniel Watcke          | USA  | 1:50,55    |

Finale: 30. August

### 1500 m
| Platz | Athlet           | Land | Zeit (min) |
| ----- | ---------------- | ---- | ---------- |
| 1     | Abdisa Fayisa    | ETH  | 3:40,51    |
| 2     | Cameron Myers    | AUS  | 3:40,60    |
| 3     | Alex Pintado     | ESP  | 3:41,03    |
| 4     | Josphat Kipkirui | KEN  | 3:43,20    |
| 5     | Carter Cutting   | USA  | 1:43,36    |
| 6     | Håkon Moe Berg   | NOR  | 3:43,48    |
| 7     | Trent McFarland  | USA  | 3:44,32    |
| 8     | Nicola Baiocchi  | ITA  | 3:44,54    |

Finale: 31. August

### 3000 m
| Platz | Athlet                  | Land | Zeit (min) |
| ----- | ----------------------- | ---- | ---------- |
| 1     | Andreas Fjeld Halvorsen | NOR  | 8:20,56    |
| 2     | Denis Kipkoech          | KEN  | 8:20,79    |
| 3     | Edward Bird             | GBR  | 8:21,00    |
| 4     | Ybeltal Gashahun        | ETH  | 8:21,02    |
| 5     | Harbert Kibet           | UGA  | 8:21,54    |
| 6     | Karl Ottfalk            | SWE  | 8:23,14    |
| 7     | Osama Er-Radouani       | MAR  | 8:23,24    |
| 8     | Abrha Gebru             | ETH  | 8:23,60    |

29. August

### 5000 m
| Platz | Athlet                | Land | Zeit (min)  |
| ----- | --------------------- | ---- | ----------- |
| 1     | Andrew Kiptoo Alamisi | KEN  | 13:41,14    |
| 2     | Abdisa Fayisa         | ETH  | 13:41,56    |
| 3     | Keneth Kiprop         | UGA  | 13:41,73 SB |
| 4     | Ishmael Kipkurui      | KEN  | 13:42,27    |
| 5     | Samuel Simba Cherop   | UGA  | 13:44,42    |
| 6     | Nibret Kinde          | ETH  | 13:44,67    |
| 7     | Emile Hafashimana     | BDI  | 13:49,23    |
| 8     | John Nahhay Wele      | TAN  | 13:56,95    |

27. August

### 10.000 m Bahngehen
| Platz | Athlet            | Land | Zeit (min)     |
| ----- | ----------------- | ---- | -------------- |
| 1     | Rayen Cherni      | TUN  | 39:24,85 CR    |
| 2     | Emiliano Barba    | MEX  | 39:27,10 AU20R |
| 3     | Giuseppe Disabato | ITA  | 39:31,25 NU20R |
| 4     | Isaac Beacroft    | AUS  | 39:36,39 AU20R |
| 5     | Sohtaroh Osaka    | JPN  | 39:39,36 PB    |
| 6     | Song Zhaohe       | CHN  | 39:41,01 NU20R |
| 7     | Wang Jiaqi        | CHN  | 40:14,62 PB    |
| 8     | Taisei Yoshizako  | JPN  | 40:14,67 PB    |

30. August

### 110 m Hürden (99 cm)
| Platz | Athlet              | Land | Zeit (s)    |
| ----- | ------------------- | ---- | ----------- |
| 1     | Ja'Kobe Tharp       | USA  | 13,05 WU20L |
| 2     | Andre Korbmacher    | USA  | 13,14 PB    |
| 3     | Chen Yuanjiang      | CHN  | 13,21 NU20R |
| 4     | Oumar Doudai Abakar | QAT  | 13,44       |
| 5     | Yander Herrera      | CUB  | 13,46 PB    |
| 6     | Richard Hall        | JAM  | 13,46       |
| 7     | Némo Rase           | BEL  | 13,54       |
|       | Rasmus Vehmaa       | FIN  | DNF         |

Finale: 30. August
Wind: −0,5 m/s

### 400 m Hürden
| Platz | Athlet           | Land | Zeit (s)    |
| ----- | ---------------- | ---- | ----------- |
| 1     | Vance Nilsson    | USA  | 49,26 WU20L |
| 2     | Michal Rada      | CZE  | 49,30 NU20R |
| 3     | Antti Sainio     | FIN  | 49,61       |
| 4     | Njabulo Mbatha   | RSA  | 49,68       |
| 5     | Sam Lunt         | GBR  | 50,29       |
| 6     | Joaquín Alonso   | ESP  | 51,00       |
| 7     | Daniel Wright    | JAM  | 51,61       |
|       | Ramón Fuenzalida | CHI  | DSQ         |

Finale: 31. August

### 3000 m Hindernis
| Platz | Athlet         | Land | Zeit (min)    |
| ----- | -------------- | ---- | ------------- |
| 1     | Edmund Serem   | KEN  | 8:15,28 WU20L |
| 2     | Matthew Kosgei | KEN  | 8:17,46 PB    |
| 3     | Hailu Ayalew   | ETH  | 8:24,08 PB    |
| 4     | Berihun Moges  | ETH  | 8:25,45 PB    |
| 5     | Soma Nagahara  | JPN  | 8:30,37 PB    |
| 6     | Wyatt Haughton | USA  | 8:38,34 PB    |
| 7     | Hosea Chemutai | UGA  | 8:39,59 PB    |
| 8     | Ishak Dahmani  | FRA  | 8:39,79 PB    |

Finale: 31. August

### 4 × 100 m Staffel
| Platz | Land                   | Athleten | Zeit (s)    |
| ----- | ---------------------- | --- | ----------- |
| 1     | Jamaika                | Jace Witter Gary Card Nyrone Wade Deandre Daley                                                                         | 39,18 SB    |
| 2     | Vereinigtes Königreich | Jake Odey-Jordan Joel Masters Dean Patterson Teddy Wilson Im Vorlauf eingesetzt: Fabian Powell                          | 39,20 SB    |
| 3     | Thailand               | Wirayut Daenkhanob Sarawut Nuansi Chutithat Pruksorranan Puripol Boonson                                                | 39,39 NU20R |
| 4     | Frankreich             | Gaël Delaumenie Ylann Bizasene Dejan Ottou Hugo Jacquet-Dzong                                                           | 39,43       |
| 5     | Australien             | Frankleen Newah-Jarfoi Sebastian Sultana Zachary Della Rocca Gout Gout Im Vorlauf eingesetzt: Cody Hasler Archer McHugh | 39,64       |
| 6     | Südkorea               | Kim Jeong-yoon Nwamadi Joel-jin Kim Dong-jin Na Hyun-joo Im Vorlauf eingesetzt: Hwang Eui-chan                          | 39,80       |
| 7     | Trinidad und Tobago    | Che Wickham Kadeem Chinapoo Hakeem Chinapoo Dylan Woodruffe                                                             | 39,99       |
| 8     | Hongkong               | Chan Yat Lok Magnus Johannsson Kwok Chun Ting James Chan Im Vorlauf eingesetzt: Yip King Wai                            | 40,26       |

Finale: 31. August

### 4 × 400 m Staffel
| Platz | Land               | Athleten | Zeit (min) |
| ----- | ------------------ | --- | ---------- |
| 1     | Vereinigte Staaten | Jayden Davis Xavier Donaldson Alexander Rhodes Sidi Njie Im Vorlauf eingesetzt: Grant Buckmiller Gabriel Clement     | 3:03,56 SB |
| 2     | Südafrika          | Bryan Katoo Sihle Mahlangu Niabulo Mbatha Udeme Okon Im Vorlauf eingesetzt: Kryn Romijn                              | 3:05,22 SB |
| 3     | Australien         | Caleb Kilpatrick Jett Grundy Jack Deguara Jordan Gilbert                                                             | 3:05,53 SB |
| 4     | Polen              | Jakub Szarapo Michał Kijewski Jan Śmietanka Stanisław Strzelecki Im Vorlauf eingesetzt: Wiktor Wróbel Adrian Wójciak | 3:06,37 SB |
| 5     | Japan              | Ryota Oishi Kentaro Shirahata Kairi Gonda Kyo Kikuta                                                                 | 3:06,94 SB |
| 6     | Indien             | Rihan Chaudhary Ankul Abiram Pramod Jay Kumar                                                                        | 3:08,76    |
| 7     | Irland             | Conor Kelly David Davitt Sean Doggett Stephen Mannion Im Vorlauf eingesetzt: Adam Courtney                           | 3:09,99    |
| 8     | Deutschland        | Max Husseman Fabian Straberg Tom Stöber Cedric Barth                                                                 | 3:14,04    |
|       | Botswana           | Lefatshe Seleka Keorapetse Oreokame Justice Oratile Enerst Kumevu Im Vorlauf eingesetzt: Thabang Monngathipa         | DSQ        |

Finale: 31. August

### Hochsprung
| Platz | Athlet            | Land | Höhe (m) |
| ----- | ----------------- | ---- | -------- |
| 1     | Scottie Vines     | USA  | 2,25 PB  |
| 2     | Matteo Sioli      | ITA  | 2,23 PB  |
| 3     | Kaisei Nakatani   | JPN  | 2,19     |
| 4     | Dong Ziang        | CHN  | 2,17     |
| 5     | Mitchell Hatfield | AUS  | 2,12     |
| 5     | Antrea Mita       | GRC  | 2,12     |
| 7     | Tito Alofe        | USA  | 2,08     |
| 7     | Tshepang Dankuru  | RSA  | 2,08     |
| 7     | Yasir Kuduban     | TUR  | 2,08     |

Finale: 30. August

### Stabhochsprung
| Platz | Athlet                   | Land | Höhe (m) |
| ----- | ------------------------ | ---- | -------- |
| 1     | Hendrik Müller           | GER  | 5,45     |
| 2     | Rikuya Yoshida           | JPN  | 5,40 PB  |
| 3     | Jan Krček                | CZE  | 5,30 PB  |
| 4     | Ryota Murakoso           | JPN  | 5,20 SB  |
| 5     | Bryce Barkdull           | USA  | 5,20     |
| 6     | Augustin Becquet Perigon | FRA  | 5,05     |
| 6     | Seif Heneida             | QAT  | 5,05     |
| 6     | Victor Olesen            | USA  | 5,05     |

Finale: 30. August

### Weitsprung
| Platz | Athlet               | Land | Weite (m) |
| ----- | -------------------- | ---- | --------- |
| 1     | Roko Farkaš          | CRO  | 8,17 w    |
| 2     | Luka Bošković        | SRB  | 7,93      |
| 3     | Mason McGroder       | AUS  | 7,80 PB   |
| 4     | Temoso Masikane      | RSA  | 7,74      |
| 5     | Simon Plitzko        | GER  | 7,67      |
| 6     | Sebastian Berntsen   | NOR  | 7,59      |
| 7     | Krzysztof Grochowski | POL  | 7,57      |
| 8     | Takuto Tsuchiya      | JPN  | 7,56      |

Finale: 30. August

### Dreisprung
| Platz | Athlet               | Land | Weite (m)    |
| ----- | -------------------- | ---- | ------------ |
| 1     | Ethan Olivier        | NZL  | 17,01 =AU20R |
| 2     | Karson Gordon        | USA  | 16,74 PB     |
| 3     | Ma Yinglong          | CHN  | 16,30 PB     |
| 4     | Latschesar Waltschew | BUL  | 16,16 PB     |
| 5     | Sterling Scott       | USA  | 16,09        |
| 6     | Gian Baxter          | CUB  | 15,68        |
| 7     | Koki Kanai           | JPN  | 15,60        |
| 8     | Thomas Martinez      | FRA  | 15,60        |

Finale: 29. August

### Kugelstoßen (6 kg)
| Platz | Athlet           | Land | Weite (m)   |
| ----- | ---------------- | ---- | ----------- |
| 1     | Jarno van Daalen | NED  | 20,76 PB    |
| 2     | JL van Rensburg  | RSA  | 20,74 PB    |
| 3     | Georg Harpf      | GER  | 20,28       |
| 4     | Alexandr Mazur   | MDA  | 20,23 NU20R |
| 5     | Yannick Rolvink  | NED  | 19,88       |
| 6     | Ge Tingshuo      | CHN  | 19,67       |
| 7     | Tyler Michelini  | USA  | 19,64       |
| 8     | Husain al-Naser  | KUW  | 19,17 PB    |

Finale: 27. August

### Diskuswurf (1,75 kg)
| Platz | Athlet           | Land | Weite (m) |
| ----- | ---------------- | ---- | --------- |
| 1     | Bryce Ruland     | USA  | 62,59 PB  |
| 2     | Jarno van Daalen | NED  | 62,22 PB  |
| 3     | Mico Lampinen    | FIN  | 62,20 PB  |
| 4     | Mychajlo Brudin  | UKR  | 61,69     |
| 5     | Juan Marais      | RSA  | 61,69     |
| 6     | Ethan Ayodele    | AUS  | 61,55     |
| 7     | Shaiquan Dunn    | JAM  | 59,79     |
| 8     | Jiang Zehao      | CHN  | 59,72     |

Finale: 31. August

### Hammerwurf (6 kg)
| Platz | Athlet           | Land | Weite (m)   |
| ----- | ---------------- | ---- | ----------- |
| 1     | Iosif Kesidis    | CYP  | 82,80 WU20L |
| 2     | Roland Imre      | HUN  | 75,33 PB    |
| 3     | Ármin Szabados   | HUN  | 74,88       |
| 4     | Ryan Johnson     | USA  | 72,13       |
| 5     | Jáchym Sádovský  | CZE  | 71,81       |
| 6     | Xu Zheng         | CHN  | 71,81       |
| 7     | Aatu Kangasniemi | FIN  | 71,70       |
| 8     | Andraž Rajher    | SVN  | 68,73       |

Finale: 29. August

### Speerwurf
| Platz | Athlet          | Land | Weite (m)   |
| ----- | --------------- | ---- | ----------- |
| 1     | Tom Teršek      | SVN  | 76,81       |
| 2     | Wang Xiaobo     | CHN  | 75,50       |
| 3     | Oisín Joyce     | IRL  | 73,89 NU20R |
| 4     | Yang Ke         | CHN  | 71,98       |
| 5     | Illja Sajewskyj | UKR  | 71,73       |
| 6     | Arthur Curvo    | BRA  | 70,48       |
| 7     | Máté Horváth    | HUN  | 69,68       |
| 8     | João Fernandes  | POR  | 68,98       |

Finale: 29. August

### Zehnkampf
| Platz | Athlet                    | Land | Punkte     |
| ----- | ------------------------- | ---- | ---------- |
| 1     | Tomas Järvinen            | CZE  | 8425 CR    |
| 2     | Hubert Trościanka         | POL  | 8230 NU20R |
| 3     | Florian Vriezen           | NED  | 7820 PB    |
| 4     | Jonathan Hertwig-Ødegaard | NOR  | 7736       |
| 5     | Alexandre Montagne        | FRA  | 7721 PB    |
| 6     | Leo Göransson             | SWE  | 7583       |
| 7     | Elias Kapell              | SWE  | 7538 PB    |
| 8     | Andris Skadiņš            | LAT  | 7505 PB    |

29./30. August

## Frauen

### 100 m
| Platz | Athletin                  | Land | Zeit (s) |
| ----- | ------------------------- | ---- | -------- |
| 1     | Alana Reid                | JAM  | 11,17    |
| 2     | Adaejah Hodge             | IVB  | 11,27    |
| 3     | Kishawna Niles            | BAR  | 11,37    |
| 4     | Nia Wedderburn-Goodison   | GBR  | 11,46    |
| 5     | Viwe Jingqi               | RSA  | 11,57    |
| 6     | Chelsea Kadiri            | GER  | 11,58    |
| 7     | Justina Tiana Eyakpobeyan | NGR  | 11,63    |
| 8     | Aleksandra Stoilova       | AUS  | 11,64    |

Finale: 28. August
Wind: 0,0 m/s

### 200 m
| Platz | Athletin        | Land | Zeit (s) |
| ----- | --------------- | ---- | -------- |
| 1     | Adaejah Hodge   | IVB  | 22,74    |
| 2     | Torrie Lewis    | AUS  | 22,88 PB |
| 3     | Shanoya Douglas | JAM  | 23,10    |
| 4     | Jessica Milat   | AUS  | 23,21 PB |
| 5     | Taylor Snaer    | USA  | 23,31    |
| 6     | Renee Regis     | GBR  | 23,38    |
| 7     | Liu Yinglan     | CHN  | 23,39    |
| 8     | Elise Cooper    | USA  | 23,40    |

Finale: 30. August
Wind: −0,7 m/s

### 400 m
| Platz | Athletin             | Land | Zeit (s) |
| ----- | -------------------- | ---- | -------- |
| 1     | Lurdes Gloria Manuel | CZE  | 51,29    |
| 2     | Dianna Proctor       | CAN  | 51,98 PB |
| 3     | Zaya Akins           | USA  | 52,00    |
| 4     | Johanna Martin       | GER  | 52,49 PB |
| 5     | Ella Onojuvwevwo     | NGR  | 52,61    |
| 6     | Elisa Valensin       | ITA  | 52,69    |
| 7     | Charlotte Henrich    | GBR  | 52,71    |
| 8     | Michaela Mouton      | USA  | 53,09    |

Finale: 29. August

### 800 m
| Platz | Athletin              | Land | Zeit (min) |
| ----- | --------------------- | ---- | ---------- |
| 1     | Sarah Moraa           | KEN  | 2:00,36    |
| 2     | Claudia Hollingsworth | AUS  | 2:00,87    |
| 3     | Sophia Gorriaran      | USA  | 2:01,04    |
| 4     | Marie Warneke         | GER  | 2:02,88 PB |
| 5     | Lorenza De Noni       | ITA  | 2:03,20 PB |
| 6     | Rin Kubo              | JPN  | 2:03,31    |
| 7     | Marta Mitjans         | ESP  | 2:04,15    |
| 8     | Aster Areri           | ETH  | 2:09,36    |

Finale: 29. August

### 1500 m
| Platz | Athletin         | Land | Zeit (min) |
| ----- | ---------------- | ---- | ---------- |
| 1     | Saron Berhe      | ETH  | 4:16,64    |
| 2     | Rachel Forsyth   | CAN  | 4:17,94    |
| 3     | Jolanda Kallabis | GER  | 4:19,34    |
| 4     | Shirin Kerber    | SUI  | 4:20,30 SB |
| 5     | Ava Lloyd        | GBR  | 4:20,64    |
| 6     | Daphne Dornic    | FRA  | 4:20,80    |
| 7     | Cleo Richardson  | AUS  | 4:20,91 PB |
| 8     | Saida el-Bouzy   | MAR  | 4:21,05    |

Finale: 31. August

### 3000 m
| Platz | Athletin          | Land | Zeit (min) |
| ----- | ----------------- | ---- | ---------- |
| 1     | Aleshign Baweke   | ETH  | 8:50,32    |
| 2     | Marion Jepngetich | KEN  | 8:52,37    |
| 3     | Marta Alemayo     | ETH  | 8:53,64    |
| 4     | Innes FitzGerald  | GBR  | 8:57,01 PB |
| 5     | Sofia Thøgersen   | DEN  | 8:59,85    |
| 6     | Keziah Chebet     | UGA  | 9:03,56    |
| 7     | Bentalin Yeko     | UGA  | 9:06,55 PB |
| 8     | Jess Bailey       | GBR  | 9:06,92    |

Finale: 30. August

### 5000 m
| Platz | Athletin           | Land | Zeit (min)  |
| ----- | ------------------ | ---- | ----------- |
| 1     | Medina Eisa        | ETH  | 14:39,71 CR |
| 2     | Mekedes Alemeshete | ETH  | 14:57,44    |
| 3     | Charity Cherop     | UGA  | 15:25,02 PB |
| 4     | Mercy Chepkemoi    | KEN  | 15:33,29 PB |
| 5     | Sheila Jebet       | KEN  | 15:51,93    |
| 6     | Yuumi Yamamoto     | JPN  | 16:01,54    |
| 7     | Gabrielle Schmidt  | AUS  | 16:10,87 PB |
| 8     | Emily Junginger    | GER  | 16:14,34    |

27. August

### 10.000 m Bahngehen
| Platz | Athletin          | Land | Zeit (min)     |
| ----- | ----------------- | ---- | -------------- |
| 1     | Baima Zhouma      | CHN  | 43:26,60 WL    |
| 2     | Chen Meiling      | CHN  | 44:30,67 PB    |
| 3     | Aarti             | IND  | 44:39,39 NU20R |
| 4     | Alessia Pop       | ROU  | 44:54,32 NU20R |
| 5     | Alexandra Griffin | AUS  | 45:16,26 PB    |
| 6     | Renata Cortés     | MEX  | 45:24,47 PB    |
| 7     | Michelle Cantò    | ITA  | 45:38,85 PB    |
| 8     | Chloe Le Roch     | FRA  | 45:52,59 NU20R |

30. August

### 100 m Hürden
| Platz | Athletin          | Land | Zeit (s) |
| ----- | ----------------- | ---- | -------- |
| 1     | Kerrica Hill      | JAM  | 12,99    |
| 2     | Mia Wild          | CRO  | 13,15    |
| 3     | Delta Amidzovski  | AUS  | 13,24    |
| 4     | Nonah Waldron     | USA  | 13,30    |
| 5     | Zuzanna Zając     | POL  | 13,48    |
| 6     | Alina Kyschkina   | UKR  | 13,51    |
| 7     | Noor Koekelkoren  | BEL  | 13,53    |
| 8     | Jocelin Echazabal | CUB  | 20,49    |

Finale: 30. August
Wind: −0,3 m/s

### 400 m Hürden
| Platz | Athletin           | Land | Zeit (s)    |
| ----- | ------------------ | ---- | ----------- |
| 1     | Méta Tumba         | FRA  | 55,59 NU20R |
| 2     | Wiktoria Gadajska  | POL  | 56,87 NU20R |
| 3     | Hannah van Niekerk | RSA  | 56,98 PB    |
| 4     | Michelle Smith     | ISV  | 57,21       |
| 5     | Candice Von Paulen | FRA  | 57,34       |
| 6     | Mila Heikkonen     | FIN  | 57,64       |
| 7     | Rebecca Slezáková  | SVK  | 59,23       |
|       | Jasmine Robinson   | USA  | DSQ         |

Finale: 31. August

### 3000 m Hindernis
| Platz | Athletin          | Land | Zeit (min)    |
| ----- | ----------------- | ---- | ------------- |
| 1     | Sembo Almayew     | ETH  | 9:12,71 CR    |
| 2     | Loice Chekwemoi   | UGA  | 9:18,84 PB    |
| 3     | Diana Chepkemoi   | KEN  | 9:29,84 PB    |
| 4     | Frehiwot Gesese   | ETH  | 9:34,50       |
| 5     | Nancy Chepkwurui  | UGA  | 9:47,47 PB    |
| 6     | Adia Budde        | GER  | 9:49,11 PB    |
| 7     | Sharon Chepkemoi  | KEN  | 9:50,30 PB    |
| 8     | Karolína Jarošová | CZE  | 9:52,84 NU20R |

Finale: 29. August

### 4 × 100 m Staffel
| Platz              | Land                                                                                    | Athletinnen | Zeit (min)  |
| ------------------ | --------------------------------------------------------------------------------------- | --- | ----------- |
| 1                  | Jamaika                                                                                 | Shanoya Douglas Alliah Baker Briana Campbell Alana Reid Im Vorlauf eingesetzt: Sabrina Dockery                    | 43,49 SB    |
| 2                  | Schweiz                                                                                 | Timea Rankl Lia Thalmann Chloé Rabac Alicia Masini                                                                | 44,06 NU20R |
| 3                  | Kanada                                                                                  | Savannah Blair Dianna Proctor Ashley Odiase Renée Tedga Im Vorlauf eingesetzt: Kiara Webb                         | 44,60 SB    |
| 4                  | Polen                                                                                   | Oliwia Zimoląg Jagoda Żukowksa Inga Kanicka Julia Adamczyk Im Vorlauf eingesetzt: Oliwia Kasprzak                 | 44,95       |
| 5                  | Puerto Rico                                                                             | Legna Echevarría Frances Colon Amanda Andino Karina Franceschi                                                    | 45,61       |
| 6                  | Ukraine                                                                                 | Anna Karandukowa Diana Myroschnitschenko Uljana Stepanjuk Alina Kyschkina                                         | 45,64       |
|                    | Australien                                                                              | Aleksandra Stoilova Torrie Lewis Olivia Inkster Jessica Milat Im Vorlauf eingesetzt: Thewbelle Philp Olivia Dodds | DSQ         |
| Vereinigte Staaten | Jade Brown Cynteria James Avery Lewis Taylor Snaer Im Vorlauf eingesetzt: Davenae Fagan | DSQ |             |

Finale: 31. August

### 4 × 400 m Staffel
| Platz | Land                   | Athletinnen | Zeit (min) |
| ----- | ---------------------- | --- | ---------- |
| 1     | Vereinigte Staaten     | Michaela Mouton Olivia Harris Josie Donelson Zava Akins Im Vorlauf eingesetzt: Lakely Doht-Barron Isabella Kneeshaw            | 3:30,74 SB |
| 2     | Australien             | Amelia Rowe Bella Pasquali Jemma Pollard Sophie Gregorevic Im Vorlauf eingesetzt: Charlotte McAuliffe                          | 3:31,47 SB |
| 3     | Vereinigtes Königreich | Charlotte Henrich Emma Holmes Kara Dacosta Rebecca Grieve Im Vorlauf eingesetzt: Jessica Astill Nandy Kihuyu                   | 3:32,80 SB |
| 4     | Polen                  | Dominika Duraj Wiktoria Gajosz Zofia Tomczyk Wiktoria Gadajska Im Vorlauf eingesetzt: Lena Pajęcka                             | 3:34,80    |
| 5     | Italien                | Margherita Castellani Giulia Macchi Laura Frattaroli Elisa Valensin                                                            | 3:35,47    |
| 6     | Norwegen               | Borghild Holstad Line Safaa Al-Saiddi Selma Ims Malin Hoelsveen Im Vorlauf eingesetzt: Elise Eikeland Camilla Dahl Kristiansen | 3:36,38    |
| 7     | Kolumbien              | Isabella Hurtado Paola Loboa Dana Jiménez Nahomy Castro                                                                        | 3:37,75 SB |
| 8     | Jamaika                | Abrina Wright Alliah Baker Anecia Campbell Kelly Ann Carr Im Vorlauf eingesetzt: Shanque Williams Nastassia Fletcher           | 3:39,30    |

Finale: 31. August

### Hochsprung
| Platz | Athletin              | Land | Höhe (m) |
| ----- | --------------------- | ---- | -------- |
| 1     | Angelina Topić        | SRB  | 1,91     |
| 2     | Izobelle Louison-Roe  | AUS  | 1,89 PB  |
| 3     | Karmen Bruus          | EST  | 1,89 SB  |
| 4     | Lilianna Bátori       | HUN  | 1,87 =PB |
| 5     | María Isabel Arboleda | COL  | 1,87 PB  |
| 6     | Barnoxon Sayfullayeva | UZB  | 1,84 =PB |
| 7     | Merel Maes            | BEL  | 1,84     |
| 8     | Johanna Göring        | GER  | 1,80     |

Finale: 31. August

### Stabhochsprung
| Platz | Athletin         | Land | Höhe (m) |
| ----- | ---------------- | ---- | -------- |
| 1     | Molly Haywood    | USA  | 4,47 PB  |
| 2     | Magdalena Rauter | AUT  | 4,15     |
| 3     | Tryphena Hewett  | AUS  | 4,15     |
| 4     | Hannah Grace     | USA  | 4,05     |
| 5     | Louise Boulent   | FRA  | 4,05     |
| 6     | Naiara Pérez     | ESP  | 4,05     |
| 7     | Nicole Krutilová | CZE  | 4,05     |
| 8     | Jade El Haouzy   | FRA  | 4,05     |

Finale: 29. August

### Weitsprung
| Platz | Athletin                | Land | Weite (m) |
| ----- | ----------------------- | ---- | --------- |
| 1     | Delta Amidzovski        | AUS  | 6,58 PB   |
| 2     | Sophia Beckmon          | USA  | 6,54      |
| 3     | Julia Adamczyk          | POL  | 6,34      |
| 4     | Diana Myroschnitschenko | UKR  | 6,22      |
| 5     | Prestina Ochonogor      | NGR  | 6,21      |
| 6     | Elizabeth Ndudi         | IRL  | 6,18      |
| 7     | Vanessa Lokuli          | FRA  | 6,12      |
| 8     | Janae De Gannes         | TTO  | 6,09      |

Finale: 28. August

### Dreisprung
| Platz | Athletin          | Land | Weite (m) |
| ----- | ----------------- | ---- | --------- |
| 1     | Sharifa Davronova | UZB  | 13,75     |
| 2     | Li Yi             | CHN  | 13,55     |
| 3     | Erika Saraceni    | ITA  | 13,47 PB  |
| 4     | Asia Phillips     | CAN  | 13,31     |
| 5     | Masha-Sol Gelitz  | GER  | 13,17 PB  |
| 6     | Olga Szlachta     | POL  | 13,16     |
| 7     | Josie Krone       | GER  | 13,14     |
| 8     | Clémence Rougier  | FRA  | 13,11     |

Finale: 31. August

### Kugelstoßen
| Platz | Athletin          | Land | Weite (m)   |
| ----- | ----------------- | ---- | ----------- |
| 1     | Akaoma Odeluga    | USA  | 17,34       |
| 2     | Martina Mazurová  | CZE  | 16,38 PB    |
| 3     | Chiang Ching-yuan | TPE  | 16,01 NU20R |
| 4     | Lin Jiaxin        | GER  | 15,39       |
| 5     | Xylavene Beale    | AUS  | 15,38       |
| 6     | Tian Xinyi        | CHN  | 15,15       |
| 7     | Marley Raikiwasa  | AUS  | 14,97       |
| 8     | Anhelina Schepel  | UKR  | 14,95       |

Finale: 30. August

### Diskuswurf
| Platz | Athletin          | Land | Weite (m)   |
| ----- | ----------------- | ---- | ----------- |
| 1     | Han Bingyang      | CHN  | 57,57       |
| 2     | Huang Jingru      | CHN  | 57,21       |
| 3     | Marley Raikiwasa  | AUS  | 56,25       |
| 4     | Curly Browna      | GER  | 54,29       |
| 5     | Gracelyn Leiseth  | USA  | 52,87       |
| 6     | Chiang Ching-yuan | TPE  | 52,57       |
| 7     | Julia Tunks       | CAN  | 52,56       |
| 8     | Ottaynis Febres   | VEN  | 51,43 NU20R |

Finale: 28. August

### Hammerwurf
| Platz | Athletin             | Land | Weite (m) |
| ----- | -------------------- | ---- | --------- |
| 1     | Zhang Jiale          | CHN  | 68,95     |
| 2     | Valentina Savva      | CYP  | 67,21     |
| 3     | Villő Viszkeleti     | HUN  | 64,64     |
| 4     | Polina Dseroschynska | UKR  | 64,07 PB  |
| 5     | Nova Kienast         | GER  | 63,76     |
| 6     | Emilia Kolokotroni   | CYP  | 63,38     |
| 7     | Johanna Marrwitz     | GER  | 63,10     |
| 8     | Malin Garbell        | SWE  | 62,51     |

Finale: 31. August

### Speerwurf
| Platz | Athletin            | Land | Weite (m) |
| ----- | ------------------- | ---- | --------- |
| 1     | Yan Ziyi            | CHN  | 63,05     |
| 2     | Chu Pin-hsun        | TPE  | 54,28     |
| 3     | Evelyn Bliss        | USA  | 54,01     |
| 4     | Vita Barbić         | CRO  | 53,54     |
| 5     | Rebecca Nelimarkka  | FIN  | 53,00     |
| 6     | Mirja Lukas         | GER  | 51,84     |
| 7     | Sabrina Boss        | SUI  | 49,71     |
| 8     | Inga Rabben Reimers | NOR  | 49,61     |

Finale: 30. August

### Siebenkampf
| Platz | Athletin       | Land | Punte   |
| ----- | -------------- | ---- | ------- |
| 1     | Jana Koščak    | CRO  | 5807    |
| 2     | Lucia Acklin   | SUI  | 5755 PB |
| 3     | Adéla Tkáčová  | CZE  | 5601    |
| 4     | Mia Scerri     | AUS  | 5550 SB |
| 5     | Eden Robinson  | GBR  | 5477    |
| 6     | Albina Saizewa | UKR  | 5349    |
| 7     | Carmen Nowicka | POL  | 5251    |
| 8     | Elsa Puu       | EST  | 5207    |

Finale: 27./28. August

## Mixed

### 4 × 400 m Staffel
| Platz | Land                | Athleten                                                                                                   | Zeit (min)    |
| ----- | ------------------- | --- | ------------- |
| 1     | Australien          | Jordan Gilbert Bella Pasquali Jack Deguara Sophia Gregorevic                                               | 3:19,27 AU20R |
| 2     | Polen               | Jakub Szarapo Wiktoria Gajosz Stanisław Strzelecki Zofia Tomczyk Im Vorlauf eingesetzt: Michał Kijewski    | 3:20,44 SB    |
| 3     | Volksrepublik China | Fu Haoran Wang Yalun Wumaier Ailixier Liu Yinglan Im Vorlauf eingesetzt: Xu Xinfeng                        | 3:21,27 PB    |
| 4     | Jamaika             | Demarco Bennett Shanniqua Williams Marcinho Rose Alliah Baker Im Vorlauf eingesetzt: Nastassia Fletcher    | 3:22,74 SB    |
| 5     | Indien              | Jay Kumar Neeru Pahtak Rihan Chaudhary Sandramol Sabu                                                      | 3:22,92 SB    |
| 6     | Deutschland         | Cedric Barth Pauline Richter Lucien Berger Luna Fischer Im Vorlauf eingesetzt: Fabian Straberg Jana Becker | 3:24,52       |
| 7     | Rumänien            | Alexandru Vochin Stefania Balint Dragos Nastasa Maria Capotă                                               | 3:24,76 SB    |
| 8     | Norwegen            | Bastian Elnan Aurstad Borghild Holstad Sindre Strønstad-Løseth Camilla Dahl Kristiansen                    | 3:25,37       |

Finale: 27. August

## Medaillenspiegel
| Medaillenspiegel | Medaillenspiegel         | Medaillenspiegel | Medaillenspiegel | Medaillenspiegel | Medaillenspiegel |
| Platz            | Land                     | Gold             | Silber           | Bronze           | Gesamt           |
| ---------------- | ------------------------ | ---------------- | ---------------- | ---------------- | ---------------- |
| 01               | Vereinigte Staaten       | 8                | 4                | 4                | 16               |
| 02               | Äthiopien                | 6                | 2                | 2                | 10               |
| 03               | Volksrepublik China      | 4                | 4                | 3                | 11               |
| 04               | Jamaika                  | 4                | 0                | 1                | 5                |
| 05               | Kenia                    | 3                | 3                | 1                | 7                |
| 06               | Südafrika                | 3                | 2                | 2                | 7                |
| 07               | Australien               | 2                | 7                | 5                | 14               |
| 08               | Tschechien               | 2                | 2                | 2                | 6                |
| 09               | Kroatien                 | 2                | 1                | 0                | 3                |
| 10               | Niederlande              | 1                | 1                | 1                | 3                |
| 11               | Britische Jungferninseln | 1                | 1                | 0                | 3                |
| 11               | Serbien                  | 1                | 1                | 0                | 3                |
| 11               | Zypern                   | 1                | 1                | 0                | 2                |
| 14               | Deutschland              | 1                | 0                | 2                | 3                |
| 15               | Frankreich               | 1                | 0                | 0                | 1                |
| 15               | Neuseeland               | 1                | 0                | 0                | 1                |
| 15               | Norwegen                 | 1                | 0                | 0                | 1                |
| 15               | Slowenien                | 1                | 0                | 0                | 1                |
| 15               | Tunesien                 | 1                | 0                | 0                | 1                |
| 15               | Usbekistan               | 1                | 0                | 0                | 1                |
| 21               | Polen                    | 0                | 3                | 1                | 4                |
| 22               | Kanada                   | 0                | 2                | 1                | 3                |
| 23               | Schweiz                  | 0                | 2                | 0                | 2                |
| 24               | Vereinigtes Königreich   | 0                | 1                | 3                | 4                |
| 25               | Italien                  | 0                | 1                | 2                | 3                |
| 25               | Japan                    | 0                | 1                | 2                | 3                |
| 25               | Uganda                   | 0                | 1                | 2                | 2                |
| 25               | Ungarn                   | 0                | 1                | 2                | 3                |
| 29               | Chinesisch Taipeh        | 0                | 1                | 1                | 2                |
| 29               | Thailand                 | 0                | 1                | 1                | 2                |
| 31               | Mexiko                   | 0                | 1                | 0                | 1                |
| 31               | Österreich               | 0                | 1                | 0                | 1                |
| 33               | Finnland                 | 0                | 0                | 2                | 2                |
| 34               | Barbados                 | 0                | 0                | 1                | 1                |
| 34               | Estland                  | 0                | 0                | 1                | 1                |
| 34               | Indien                   | 0                | 0                | 1                | 1                |
| 34               | Irland                   | 0                | 0                | 1                | 1                |
| 34               | Spanien                  | 0                | 0                | 1                | 1                |